# 星期三島
星期三島（英語：Wednesday Island）是南極洲的島嶼，位於威廉群島，處於沃沃曼斯群島東面，長1.9公里，由德國探險隊發現，該島嶼現時由南極條約體系管理。